# Parque Nacional Langsua
O Parque Nacional Langsua (em norueguês:  Langsua nasjonalpark) foi criado em 2011. O parque consiste numa área protegida total de 537.1 km2 (207.4 sq mi). Ele está localizado no condado de Oppland, na Noruega, e abrange partes dos municípios de Øystre Slidre, Nord-Aurdal, Nordre Land, Gausdal, Sør-Fron e Nord-Fron.